# Mazi Sou
Mazi Sou (грец. Μαζί Σου, укр. З тобою) — пісня грецької співачки Єлени Папарізу, офіційний саундтрек телефільму «Μαζί Σου» виробництва телеканалу Mega Channel. Пісня увійшла як сингл до перевидання альбому Iparhi Logos — Iparhi Logos: Platinum Edition 2007 року. Музику написав Янніс Христодулопулос, лірику — Елеана Врахалі. Музичне відео на пісню відзняв Йоргос Гавалос.

## Список композицій
| #  | Назва                                            | Тривалість |
| -- | ------------------------------------------------ | ---------- |
| 1. | «Mazi Sou» (Album Version Edit)                  | 3:26       |
| 2. | «Na Ksipnao Kai Na Mai Mazi Sou» ((Edo Na Zeis)) |            |

## Позиції в чартах
| Чарт                | Пікова позиція |
| ------------------- | -------------- |
| Greek Airplay Chart | 1 (12 тижнів)  |